# Сиволеђи разиграни лемур
Сиволеђи разиграни лемур (Lepilemur dorsalis) је полумајмун из породице ласичастих лемура (Lepilemuridae). Ендемичан је за Мадагаскар, где живи у влажним и делимично влажним шумама..

## Угроженост
Подаци о распрострањености ове врсте су недовољни.